# Museo prerrománico de San Martín de Salas
El museo prerrománico de San Martín de Salas está situado en la localidad asturiana de Salas. Fue inaugurado en la actual ubicación en la capilla del palacio de los Valdés Salas el 18 de junio de 2019.
El museo se constituyó en 1980 después de una grave acción arqueológica que consistió en desmontar los diferentes restos prerrománicos de la fachada de la actual iglesia de San Martín con objeto de trasladarlos al Museo Arqueológico de Asturias, acción que provocó la rotura de todas las piezas y la protesta vecinal que no consintió que las piezas abandonasen el municipio. Las piezas fueron almacenadas originalmente en la torre del mencionado palacio para su visita.
La colección de piezas prerrománicas del museo son siete inscripciones y cinco ventanas.